# Anopheles heiheensis
Anopheles heiheensis este o specie de țânțari din genul Anopheles, descrisă de Ma în anul 1981. Conform Catalogue of Life specia Anopheles heiheensis nu are subspecii cunoscute.